# Astronium
Astronium is een geslacht uit de pruikenboomfamilie (Anacardiaceae). De soorten komen voor in tropisch Amerika.

## Soorten
- Astronium concinnum Schott
- Astronium fraxinifolium Schott
- Astronium gardneri Mattick
- Astronium glaziovii Mattick
- Astronium graveolens Jacq.
- Astronium lecointei Ducke
- Astronium mirandae F.A.Barkley
- Astronium nelson-rosae Santin
- Astronium obliquum Griseb.
- Astronium pumilum J.D.Mitch. & Daly
- Astronium ulei Mattick

... · 
Anacardium · 
Bouea · 
Buchanania · 
Cotinus · 
Mangifera · 
Pistacia (Pistache) · 
Protorhus · 
Rhus · 
Schinus · 
Sclerocarya · 
Sorindeia · 
Spondias · 
Toxicodendron · 
...